# 伊達氏宗
伊達 氏宗（だて うじむね）は、室町時代前期の武士。官位は従五位下、兵部少輔。伊達氏10代当主。

## 概要
9代当主・伊達政宗の子。母・輪王寺殿は石清水八幡宮の祠官善法寺通清の娘で、姉妹の広橋仲子が産んだ後円融天皇、紀良子が産んだ室町幕府3代将軍・足利義満とは母方の従兄弟関係にあたる。なお諱の「氏」の字は鎌倉公方足利氏満（義満の従兄弟）から偏諱を授けられたものである。
30年近くにわたり伊達家を統率し、時に鎌倉府との戦いも辞さなかった父とは対照的に、父の死後わずか7年、40代前半で亡くなっている。このため具体的な事績としては、父の菩提を弔うため東光寺を創建した程度である。また、氏宗が応永の頃に使用したとされる香炉形の朱印が現存している。

## 系譜
- 父：伊達政宗（1353年 - 1405年）
- 母：蘭庭明玉禅尼（1356年 - 1442年） - 輪王寺殿、石清水善法寺法印通清の娘、紀仲子（後円融天皇の生母）と紀良子（室町幕府3代将軍・足利義満の生母）の妹）
- 正室：広教院
  - 嫡男：伊達持宗（1393年 - 1469年）

## 関連作品
- 政宗ダテニクル（声：遠藤広之）2016年のアニメ作品および2021年の劇場アニメ作品。福島県伊達市のご当地アニメとしてガイナが制作。